# Hotel NH Tango
El Hotel NH Tango ocupa el edificio del antiguo Cine Metro de Buenos Aires. Se encuentra frente a la Avenida 9 de Julio y a metros del Obelisco porteño.
El Cine-Teatro Metro fue diseñado en estilo moderno por el arquitecto belga Albert Bourdon, e inaugurado el 4 de octubre de 1956. Tenía una pantalla de una sola pieza, de 20 metros de ancho por 12 de largo y además proyectaba en sistema cinemascope, en su sala con capacidad para 2500 espectadores. El cine ocupaba las dos primeras plantas, y en los ocho pisos superiores funcionaban oficinas de alquiler.
Luego de una remodelación a cargo de los arquitectos Casano-Zubillaga-Poli, reabrió el 4 de octubre de 1984 con su sala única dividida en tres más pequeñas, para 1149, 626 y 350 espectadores. Pero a pesar de la inversión, veinte años después el cine enfrentaba problemas económicos por el avance de los nuevos complejos de cines como Village, Cinemark y Hoyts, sumado a la decadencia de la zona del Obelisco.
El 30 de marzo de 2005, el Cine Metro cerró. Aunque ese 6 de julio hubo un intento de reabrirlo, encarado por la compañía Alfa Films y la productora Patagonik, volvió a cerrar en diciembre del mismo año, esa vez definitivamente. El edificio quedó clausurado, y en 2007 fue comprado por la cadena española NH Hoteles, y en noviembre de 2009 se inauguraba el hotel NH Tango, con un salón de baile temático ocupando la vieja sala del cine.
El hotel cuenta con 108 habitaciones y trata la temática del tango, utilizando un estilo art decó agregado al edificio, ya que el Cine Metro es muy posterior a esa época.